# Campeonato Cearense 2006
In 2006 werd het 92ste Campeonato Cearense gespeeld voor voetbalclubs uit de Braziliaanse staat Ceará. De competitie werd georganiseerd door de FCF en werd gespeeld van 7 januari tot 19 maart. De competitie werd vereenvoudigd en niet meer over meerdere toernooien gespeeld. Ceará werd kampioen.

## Eerste fase
| Plaats | Club              | Wed. | W  | G | V  | Saldo | Ptn. |
| ------ | ----------------- | ---- | -- | - | -- | ----- | ---- |
| 1.     | Fortaleza         | 18   | 10 | 6 | 2  | 45:22 | 36   |
| 2.     | Ceará             | 18   | 9  | 6 | 3  | 35:29 | 33   |
| 3.     | Icasa             | 18   | 8  | 7 | 3  | 29:21 | 31   |
| 4.     | Ferroviário       | 18   | 8  | 5 | 5  | 37:28 | 29   |
| 5.     | Quixadá           | 18   | 6  | 4 | 8  | 30:35 | 22   |
| 6.     | Maranguape        | 18   | 5  | 7 | 6  | 28:25 | 22   |
| 7.     | Uniclinic         | 18   | 5  | 4 | 9  | 28:30 | 19   |
| 8.     | Itapipoca         | 18   | 4  | 7 | 7  | 32:33 | 19   |
| 9.     | Guarany de Sobral | 18   | 4  | 6 | 8  | 14:25 | 18   |
| 10.    | Limoeiro          | 18   | 3  | 4 | 11 | 21:51 | 13   |

|  | Geplaatst voor tweede fase |
|  | Degradatie                 |

## Tweede fase
In geval van gelijkspel of als beide clubs een wedstrijd wonnen werd er een verlenging gespeeld, tussen haakjes weergegeven. Als er dan nog geen winnaar was ging de club door met het beste resultaat in de competitie.
|  | Halve finale | Halve finale | Halve finale |   |       | Finale | Finale | Finale |
|  |              |              |              |   |       |        |        |        |
|  | Icasa        | 2            | 0 (0)        |   |       |        |        |        |
|  | Ceará        | 1            | 1 (3)        |   |       |        |        |        |
|  | Ceará        | 1            | 1 (3)        |   | Ceará | 1      | 1      |        |
|  |              |              |              |   | Ceará | 1      | 1      |        |
|  |              | Fortaleza    | 0            | 0 |       |        |        |        |
|  | Ferroviário  | Fortaleza    | 0            | 0 | 0     | 0      |        |        |
|  | Ferroviário  |              |              |   | 0     | 0      |        |        |
|  | Fortaleza    | 4            | 1            |   |       |        |        |        |

### Kampioen
| Campeonato Cearense de 2006 |
| Ceará                       |
| --------------------------- |
| CEARÁ Kampioen (39° titel)  |